# LASYS

Logo der LASYS

Die LASYS ist die internationale Fachmesse für Laser-Materialbearbeitung. Durch ihre Fokussierung auf das Thema Laser-Materialbearbeitung hat sie sich als Anwendermesse positioniert. Sie zeigt diese Thematik in all ihren Facetten – das heißt: alle Fertigungsverfahren, aber auch die Materialvielfalt und insbesondere ganz spezielle Anwendungen. Ein besonderer Fokus liegt auf kompletten Laser-Fertigungssystemen.
Sie wird seit 2008 von der Landesmesse Stuttgart im zweijährlichen Turnus auf dem neuen Messegelände am Stuttgarter Flughafen organisiert. Die erste Messe fand vom 4. bis 6. März 2008 statt.
Die nächste LASYS findet vom 21. bis 23. Juni 2022 statt.
Die LASYS ist eine Messe für Anwender bei der Maschinen, Verfahren und Dienstleistungen, einschließlich der laserspezifischen Maschinensubsysteme, im Fokus stehen. Ausstellungsschwerpunkte der LASYS sind Laserfertigungssysteme für Makro- und Mikro-Lasermaterialbearbeitung, Verfahren (Laserapplikationen bzw. Produktlösungen), Komponenten und Systemperipherie der Laser-Fertigungstechnik sowie Dienstleistungen und Services.
Als Begleitprogramm findet parallel zur Messe die Fachtagung Stuttgarter Lasertage (SLT) in der Regel an den beiden ersten Messetagen im Internationalen Congresscentrum (ICS) statt. Die Stuttgarter Lasertage sind ein zentrales Anwenderforum der Laserbranche. Themenschwerpunkte sind u. a. Laser-Mikrobearbeitung, Laserquellen, Laser-Makrobearbeitung sowie Strahlquellen mit vielen Best-practice-Beispielen.
Organisator hierfür ist das Institut für Strahlwerkzeuge (IFSW) an der Universität Stuttgart.

## Kennzahlen
Auf der LASYS 2018, internationale Fachmesse für Laser-Materialbearbeitung, informierten sich die 5.750 Besucher bei 189 Ausstellern aus 23 Nationen über den Einsatz von Lasern in der industriellen Fertigung.
Die LASYS fokussiert sich als einzige internationale Fachmesse konsequent auf Systemlösungen für die Laser-Materialbearbeitung. Branchen- und materialübergreifend spricht die LASYS insbesondere Entscheidungsträger aus der internationalen Industrie an. Die Top-5-Branchen sind Maschinenbau, Automobil, Optische Industrie, Anlagen- und Apparatebau.